# Красноісетське
Красноісе́тське (рос. Красноисетское) — село у складі Далматовського району Курганської області, Росія. Входить до складу Затеченської сільської ради.
Населення — 487 осіб (2010, 561 у 2002).
Національний склад станом на 2002 рік: росіяни — 91 %.